# علی حقیقت افشار
علی حقیقت افشار (زاده ۱۳۰۶) لیسانس فلسفه و نماینده مردم ارومیه در دوره اول مجلس شورای اسلامی بود. حقیقت افشار توانست با کسب ۷۹٬۵۵۹ رای برابر با ۷۷٫۳۰ درصد آراء به مجلس راه یابد.